# Поцілуй мене, убий мене
«Поцілуй мене, убий мене» (англ. Kiss Me, Kill Me — американський  незалежний фільм 2015 року випуску режисера Каспера Андреаса.

## Сюжет
У фільмі розповідається про те як під час сварки зі своїм невірним бойфрендом, головний герой Дасті (Хенсіс) знепритомнів. Коли він приходить до тями, його друг Стівен (Гарольд) був убитий, а головним підозрюваним стає Дасті.

## У ролях
| Актор        | Роль   |
| ------------ | ------ |
| Ван Хенсіс   | Дасті  |
| Ґейл Гарольд | Стівен |

## Нагороди й номінації

### Номінації

#### Міжнародний ЛГБТ-кінофестиваль у Чикаго
- 2015 — номінація «Найкращий художній фільм»

## Цікавинки
- 18 вересня 2015 року відбулась світова прем'єра фільму в рамках 33-го Міжнародного ЛГБТ-кінофестивалю у Чикаго [1]